# Siarhei Liajovich
Siarhei Piatrovich Liajovich –en bielorruso, Сяргей Пятровіч Ляховіч; en ruso, Сергей Ляхович, Serguéi Liajovich– (Vítebsk, URSS, 29 de mayo de 1976) es un deportista bielorruso que compitió en boxeo.
Ganó una medalla bronce en el Campeonato Mundial de Boxeo Aficionado de 1997, en el peso superpesado.
En diciembre de 1998 disputó su primera pelea como profesional. En abril de 2006 conquistó el título internacional de la OMB, en la categoría de peso pesado. En su carrera profesional tuvo en total 36 combates, con un registro de 27 victorias y 9 derrotas.

## Palmarés internacional
| Campeonato Mundial | Campeonato Mundial | Campeonato Mundial | Campeonato Mundial |
| Año                | Lugar              | Medalla            | Categoría          |
| ------------------ | ------------------ | ------------------ | ------------------ |
| 1997               | Budapest (Hungría) | Medalla de bronce  | +91 kg             |